# グローバルテック
株式会社グローバルテック (グローバルテック、global tec) は、かつて存在した阪急電鉄出資100％の子会社。阪急阪神ホールディングス（旧阪急電鉄）の連結子会社で、阪急阪神東宝グループに属していた。本社は大阪府摂津市の阪急電鉄正雀工場内にあった。

## 概要
同じく阪急阪神東宝グループであった、旧・阪神系の阪神車両メンテナンスと同様に車両検査等の業務を行っていた。但しグローバルテックは旧・阪急系であったため、阪神車両の検査は担当しておらず、人的交流も行っていなかった。
なお、他にもグローバルテックを社名とする企業があるが、いずれも資本関係などはない。

## 沿革
- 1999年 2月 創立。
- 1999年 4月 営業開始、阪急電鉄の正雀工場、車体・回転機関係業務受託
- 2000年 4月 阪急電鉄の正雀工場、台車関係業務受託
- 2000年 7月 阪急電鉄の車庫関係業務受託
- 2001年 3月 正雀工場の業務についてISO14001シリーズの認証を取得
- 2001年 4月 阪急電鉄の正雀工場、空装・電装関係業務受託
- 2003年 4月 阪急電鉄の正雀工場、全般重要部出場検査・故障対策・工事受取検査業務受託と、能勢電鉄の車庫関係業務および全般重要部検査業務受託
- 2004年 4月 阪急電鉄の全般重要部検査工程・資材センター・設備管理業務受託
- 2007年 4月 北大阪急行電鉄より車庫関係業務および全般重要部検査業務受託
- 2012年 4月 2011年10月1日に大半の事業を阪急電鉄株式会社へ移管し、2012年4月1日をもち一切の事業を停止